# Mike Bennett
Pour les articles homonymes, voir Michael Bennett et Bennett.

a Compétitions nationales et continentales officielles uniquement.

Mike Bennett, né le 9 mai 1980 à Warrington, est un ancien joueur de rugby à XIII anglais évoluant au poste de deuxième ligne dans les années 2000. Au cours de sa carrière, il n'a évolué que dans un club : St Helens RLFC. Grande figure du club de St Helens, il y est reconnu pour ton dur travail et abnégation, il prend sa retraite sportive en 2008 en raison d'une blessure à 28 ans seulement.